# 福山市立御幸小学校
福山市立御幸小学校（ふくやましりつ みゆきしょうがっこう）は、広島県福山市御幸町大字森脇にある公立小学校。

## 沿革
- 1871年（明治4年）- 中津原，森脇，下岩成，上岩成に啓蒙社が設置される
- 1932年（昭和7年） - 中津原外３ヶ村組合尋常高等小学校開校
- （年代不明）- 御幸尋常高等小学校に改称
- 1941年（昭和16年） - 国民学校令により御幸国民学校に改称
- 1947年（昭和22年） - 学校教育法施行により御幸村立御幸小学校に改称
- 1956年（昭和31年） - 御幸村が福山市に合併したことに伴い，福山市立御幸小学校に改称

## 委員会
- 児童会
- 図書委員会
- 栽培委員会
- 放送委員会
- 環境委員会
- 体育委員会
- 美化委員会
- 給食委員会
- 保健委員会